# Daihatsu Naked
Le Daihatsu Naked est une voiture produite par le constructeur automobile japonais Daihatsu, vendue à partir de novembre 1999 au Japon, jusqu'en 2004. Elle a été présentée au salon de l'automobile de Tokyo en octobre 1999. Elle appartient à la catégorie japonaise des keijidosha.

## Caractéristiques
Le Naked était disponible avec un moteur à essence de 659 cm³ de 58 ch ou 64 ch (avec un turbo) et en 2 ou 4 roues motrices. Sa carrosserie anguleuse, à cinq portes, présente quelques similitudes avec celle de la Fiat Panda. Elle pousse volontairement plus loin encore l'aspect rustique, avec ses boulons apparents et un dessin de portes avant et arrière répété.